# Kucher K1
A Kucher K1, más jelzéssel 53M K−1 a Danuvia fegyvergyárban készült magyar 7,62 mm-es géppisztoly. Tervezője Kucher József volt. 7,62×25 mm TT lőszert tüzelt 35 db-os ívelt szekrénytárból.

## Története
A fegyver az 1944M Király-géppisztolyon alapul, annak továbbfejlesztett és a 7,62×25 mm TT lőszer tüzelésére átalakított változata. Tervezését még Király Pál kezdte el, de az ő emigrálása után már Kucher József fejezte be az 1950-es évek elején. A fegyvert a rendőrség részére, kifejezetten karhatalmi feladatok ellátására szánták. Gyártását 1953-ban kezdte el a Danuvia. Összesen közel százezer darab készült a típusból. A karhatalmi szervezeteken kívül később a Magyar Néphadsereg légideszant-egységeit, a Vám- és Pénzügyőrséget, valamint néhány határőr egységet is ezzel a géppisztollyal szerelték fel. A fegyvert háborús körülmények között az 1956-os magyarországi forradalom idején használták. A fegyvert az 1970-es évek közepén vonták ki. Ezeknek a fegyvereknek jelentős részét fejlődő országokba exportálták (pl. Pakisztán és egyes afrikai országok).
Az 1950-es évek folyamán Kucher József elkészítette a fegyver továbbfejlesztett változatát, azonban az akkori vezetés a szovjet mintájú fegyverek használata mellett volt elkötelezett.

## Lásd még
- Király-géppisztoly
- PPSZ–43

## Egyéb a fegyverrel foglalkozó írások
- A forradalom fegyverei - 1956(magyarul)
- forum.valka.cz (csehül)
- World.guns.ru(oroszul)